# Hyloscirtus
Hyloscirtus (лат.) — род бесхвостых земноводных из семейства квакш. Этот род был возрождён в 2005 году после ревизии семейства. От других квакш отличаются наличием широкой кожной оторочкой на пальцах передних и задних конечностей и 56 трансформациями в ядерных и митохондриальных белках и рибосомных генах.
В основном они встречаются в предгорных и горных лесах Анд, от Боливии до Венесуэлы, но несколько видов встречаются в прилегающих низинах или парамо, а два вида (Hyloscirtus colymba и H. palmeri) встречаются в Панаме и Коста-Рике. Обычно их можно встретит возле ручьёв, где они размножаются. Некоторым видам этого рода серьёзно угрожает утрата среды обитания, загрязнение, интродуцированные виды (хищничество со стороны интродуцированной форели) и грибок Batrachochytrium dendrobatidis.

## Классификация
По данным Amphibian Species of the World на март 2025 года в род включают 41 вид:
- Hyloscirtus albopunctulatus (Boulenger, 1882) — бахромчатолапая квакша
- Hyloscirtus alytolylax (Duellman, 1972) — долгоголосая квакша
- Hyloscirtus antioquia Rivera-Correa and Faivovich, 2013
- Hyloscirtus arcanus Rivera-Correa, Ron, Nunes, Araujo-Vieira, Pinheiro, and Grant, 2024
- Hyloscirtus armatus (Boulenger, 1902)
- Hyloscirtus bogotensis Peters, 1882 — крапчатая квакша
- Hyloscirtus callipeza (Duellman, 1989)
- Hyloscirtus caucanus (Ardila-Robayo, Ruiz-Carranza, and Roa-Trujillo, 1993)
- Hyloscirtus charazani (Vellard, 1970) — боливийская квакша
- Hyloscirtus chlorosteus (Reynolds and Foster, 1992)
- Hyloscirtus colymba (Dunn, 1931) — короткополосая квакша
- Hyloscirtus condor Almendariz, Brito-M., Batallas-R., and Ron, 2014
- Hyloscirtus conscientia Yánez-Muñoz et al., 2021
- Hyloscirtus criptico Coloma  et al., 2012[5]
- Hyloscirtus denticulentus (Duellman, 1972) — белоточечная квакша
- Hyloscirtus diabolus Rivera-Correa, Garcia-Burneo, and Grant, 2016
- Hyloscirtus hillisi Ron, Caminer, Varela-Jaramillo, and Almeida-Reinoso, 2018
- Hyloscirtus jahni (Rivero, 1961)
- Hyloscirtus japreria Rojas-Runjaic, Infante-Rivero, Salerno, and Meza-Joya, 2018
- Hyloscirtus larinopygion (Duellman, 1973) — синебрюхая квакша
- Hyloscirtus lascinius (Rivero, 1970)
- Hyloscirtus lindae (Duellman and Altig, 1978) — квакша Трюеб
- Hyloscirtus lynchi (Ruiz-Carranza and Ardila-Robayo, 1991)
- Hyloscirtus mashpi Guayasamin et al., 2015
- Hyloscirtus pacha (Duellman and Hillis, 1990)
- Hyloscirtus palmeri (Boulenger, 1908) — кареглазая квакша
- Hyloscirtus pantostictus (Duellman and Berger, 1982) — желтопалая квакша
- Hyloscirtus phyllognathus (Melin, 1941) — оливковая квакша
- Hyloscirtus piceigularis (Ruiz-Carranza and Lynch, 1982) — прозрачнобрюхая квакша
- Hyloscirtus platydactylus (Boulenger, 1905) — пурпурная квакша
- Hyloscirtus princecharlesi Coloma et al., 2012[5]
- Hyloscirtus psarolaimus (Duellman and Hillis, 1990)
- Hyloscirtus ptychodactylus (Duellman and Hillis, 1990)
- Hyloscirtus sarampiona (Ruiz-Carranza and Lynch, 1982) — оранжевопятнистая квакша
- Hyloscirtus sethmacfarlanei Reyes-Puig et al., 2022
- Hyloscirtus simmonsi (Duellman, 1989)
- Hyloscirtus staufferorum (Duellman and Coloma, 1993)
- Hyloscirtus tapichalaca (Kizirian, Coloma, and Paredes-Recalde, 2003)
- Hyloscirtus tigrinus Mueses-Cisneros and Anganoy-Criollo, 2008
- Hyloscirtus tolkieni Sánchez-Nivicela, Falcón-Reibán, and Cisneros-Heredia, 2023
- Hyloscirtus torrenticola (Duellman and Altig, 1978)

Кроме того, 13 марта 2025 года в журнале ZooKeys была опубликована статья с описанием ещё трёх видов рода:
- Hyloscirtus dispersus Varela-Jaramillo, Streicher, Venegas & Ron, 2025
- Hyloscirtus elbakyanae Varela-Jaramillo, Streicher, Venegas & Ron, 2025
- Hyloscirtus maycu Varela-Jaramillo, Streicher, Venegas & Ron, 2025